# Deutsche Sprache in Namibia

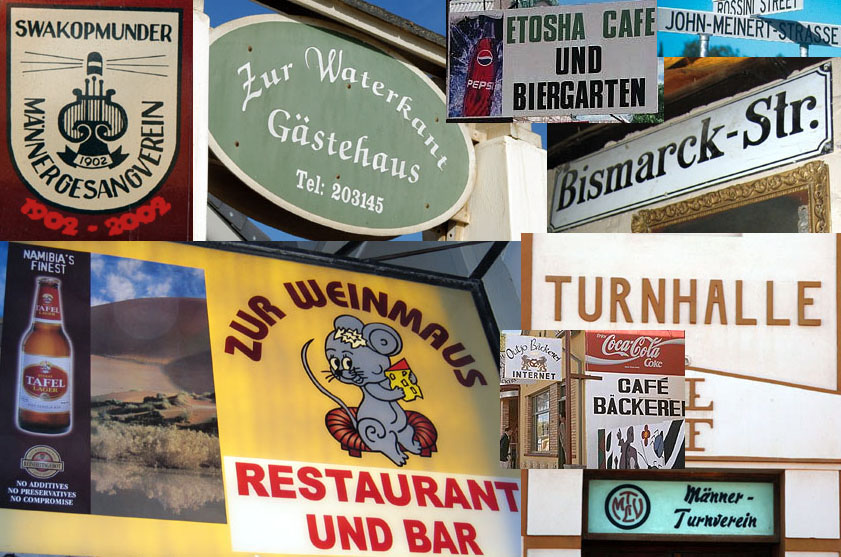
Beispiele deutschsprachiger Beschilderung im namibischen Alltag.

Die deutsche Sprache in Namibia (auch und ehemals vor allem als Südwesterdeutsch bekannt, heute von Wissenschaftlern auch mit dem Kunstwort Namdeutsch bezeichnet, unter der Jugend in Namibia vor allem auch als Namlish oder Namsläng bekannt), stellt sprachwissenschaftlich gesehen eine Sprachvarietät, eine Sprachinsel und ein Viertelzentrum der deutschen Sprache dar. Die heute in Namibia lebenden Nachfahren von Einwohnern der bis 1915 bestehenden Kolonie Deutsch-Südwestafrika sind die einzige verbliebene deutsche Sprachgemeinde der Gegenwart mit einer nennenswerten Anzahl von Muttersprachlern in den ehemaligen deutschen Kolonien.

## Hintergrund
Das im multilingualen Namibia gesprochene Deutsch hat die Stellung einer Minderheitensprache, ist als eine der elf Nationalsprachen anerkannt und neben Afrikaans, Otjeherero, Oshivambo und Englisch (der heutigen einzigen Amtssprache) eine der lebendigen Sprachen des Landes. Verkehrssprache ist es aktuell nach Stefan Engelberg vom Institut für Deutsche Sprache nicht. In einigen Teilen des Landes genießt Deutsch, meistens neben Afrikaans, Oshivambo und in jedem Fall Englisch, auch einen offiziellen Status auf kommunaler Ebene.
In der ehemaligen Kolonie Deutsch-Südwestafrika war bis 1919 die deutsche Sprache einzige Amtssprache. Auf wiederholtes Bemühen der ansässigen weißen deutschsprachigen Einwohner bekam von 1984 bis 1990 Deutsch in ihren Siedlungsgebieten in Südwestafrika den Status einer „semi-offiziellen“ Amtssprache.
Deutsch profitiert als Kommunikationsmittel auch von seiner Ähnlichkeit zu Afrikaans und hat eine herausragende Stellung in Wirtschaft und Tourismus. Viele namibische Landschaften, Städte und Orte sowie Straßen- und Gegenstandsbezeichnungen tragen deutsche Namen.
Einige deutschsprachige Einwohner sehen die Zukunft der deutschen Muttersprache in Namibia als gefährdet an. Auf einer Veranstaltung 2010 äußerte sich der Vorsitzende der „Arbeits- und Fördergemeinschaft der Deutschen Schulvereine in Namibia“ (AGDS) und zitierte dazu u. a. den Sprachwissenschaftler Ulrich Ammon. Jedoch blieben die dortigen Aussagen nicht unwidersprochen. Diese Sprache wurde 2013/14 mittels eines gemeinsam von der Universität Potsdam und der Universität Namibias getragenen Forschungsprojekts untersucht. Das Variantenwörterbuch des Deutschen verzeichnet ab seiner 2. Auflage 2016 „Namibismen“, d. h. spezifisch namibische Eigenheiten des Standarddeutschen.
Im April 2021 wurde das Forum deutschsprachiger Namibier u. a. auch zur Förderung der Sprache gegründet.

## Sprechende
Gegenwärtig erstreckt sich das Verbreitungsgebiet insbesondere auf ländliche Gegenden in Zentralnamibia und die Städte Windhoek und Swakopmund. Nach verschiedenen Angaben lebten im Jahr 22.000, 16.000–25.000 (2012), 9020 (Volkszählung 2011) bzw. knapp 20.000 deutsche Muttersprachler (2011) in 3549 Haushalten (2011) Namibias. Zur Volkszählung 2023 gaben 6000 Menschen in 2600 Haushalten Deutsch als Hauptsprache an. Weiterhin sprechen in den Jahren 2024/25 verschiedene Quelle von etwa 20.000 Deutsch-Muttersprachlern, während hingegen andere sogar von 30.000 sprechen.
Das sogenannte Küchendeutsch (englisch Namibian Black German) gebrauchen etwa 15.000 Menschen (Stand 2009), die überwiegend älter als 50 Jahre sind, als zweitsprachliche Kontaktvarietät. Jüngere Namibier nutzen eher Englisch (früher v. a. vor 1990 Afrikaans) zur Verständigung zwischen den Ethnien des Landes.
Deutsch als Fremdsprache wird vermutlich von mehreren zehntausend bis hunderttausend Einwohnern gesprochen.

## Namibisches Bildungswesen

Die Deutsche Höhere Privatschule Windhoek ist eine der bekanntesten deutschsprachigen Schulen Namibias

Mit ca. 1 % Anteil von Deutschlernenden an der Gesamtschülerzahl im Land liegt Namibia im oberen afrikanischen Mittelfeld bei der Beliebtheit von Deutsch als Fremdsprache. Generell stieg die Popularität der deutschen Sprache bis Mitte der 2010er und stabilisierte sich seither. Im Jahr 2013 lernten einschließlich Deutschlernenden an Universitäten und Goethe-Instituten 7000 Menschen in Namibia Deutsch, 2014 dann 7600, 2015 schon 9378, und 2019 noch 9248. Stand März 2014 erhielten zudem 1500 Schülerinnen und Schüler Unterricht in Deutsch als Muttersprache.
Neben 32 Schulen, an denen etwa 14.000 Schüler Deutsch als Fremdsprache lernen, gibt es ein gutes Dutzend deutschsprachiger Schulen, die Deutsch als Muttersprache unterrichten (u. a. die Deutsche Höhere Privatschule Windhoek (DHPS), deutsche Schulen in Omaruru und Otjiwarongo sowie fünf Regierungsschulen). Darüber hinaus gibt es mehrere deutsche Grundschulen, deutschsprachige Highschools und ein deutschsprachiges privates Gymnasium in Windhoek.
Die Universität von Namibia bietet Germanistik und Wirtschaftswissenschaften mit Deutsch als Unterrichtssprache an.

## Geschichte der deutschen Sprache in Südwestafrika
Während der Zeit als deutsche Kolonie von 1884 bis 1915 war Deutsch die einzige Amtssprache in Deutsch-Südwestafrika (heute Namibia). Zu dieser Zeit lebten bereits eine Afrikaans sprechende Bevölkerung, die Buren, einige Orlam-Stämme und vor allem die Rehoboth Baster im Lande. Sie siedelten vor allem im Südosten, nachdem sie über den Oranje aus der Kapprovinz vorgedrungen waren. Aber auch in anderen Teilen des Landes gab es burische Siedlungen, die zum Teil aufgrund der britischen Besitzergreifungen in Südafrika in mehreren Einwanderungswellen in Südwestafrika eintrafen. In weiten Gebieten des Landes gab es bereits vor der deutschen Kolonialisierung burische Niederlassungen.
Mit der südafrikanischen Besatzung im Jahr 1915 übernahmen südafrikanische Beamte die Verwaltung des Landes. Trotzdem blieben in der Folgezeit zunächst die deutschen Sprachrechte, namentlich das Schulwesen, unangetastet. 1916 wurde unter dem Namen Der Kriegsbote die heutige Allgemeine Zeitung gegründet, welche heute zu den größten Tageszeitungen des Landes zählt. Nach dem Ende des Ersten Weltkrieges änderte sich die Haltung Südafrikas gegenüber der deutschsprachigen Bevölkerung. In den Jahren 1919 und 1920 wurde fast die Hälfte der deutschen Siedler ausgewiesen.
In der deutschsprachigen Bevölkerung war der Wunsch nach Erhebung des Deutschen zur Amtssprache zu allen Zeiten lebendig und wurde bereits 1932 im Vertrag von Kapstadt entsprechend vertraglich festgelegt. In der Südafrikanischen Union wurden 1920 Englisch und Niederländisch Amtssprachen. 1925 erfolgte eine Änderung in Englisch und Afrikaans, die 1968 auch für Südwestafrika übernommen wurde. Viele Bemühungen, einen ebensolchen offiziellen Status für Deutsch zu erhalten, schlugen fehl. Die amtliche Ablehnung wurde damit begründet, dass ein solcher Schritt eine Kluft zur Südafrikanischen Union bewirken würde und dass er von den anderssprachigen weißafrikanischen Bewohnern Südafrikas abgelehnt werde. De facto wurden jedoch alle drei Sprachen als Amtssprachen weiterverwendet. Im Jahr 1984, als Namibia noch unter südafrikanischer Verwaltung stand, erhielt Deutsch in den deutschsprachigen Siedlungsgebieten den Status als De-jure-Amtssprache (bzw. einer „semi-offiziellen“ Amtssprache), was jedoch nur acht Jahre bestand.
Nach der Unabhängigkeit Namibias 1990 wurde Englisch einzige Amtssprache. Die Verbreitung und der Einfluss der deutschen Sprache nahmen ab, u. a. bedingt durch die Umbenennung einzelner Straßen, wobei die namibische Regierung bemüht ist, besonders Personen aus der jüngeren Geschichte des Landes mit Straßenbenennungen zu würdigen und gleichzeitig Namen der deutschen, britischen und südafrikanischen Kolonialzeit zu reduzieren. Kritisiert wird hierbei nicht nur, dass man gegen Vereinbarungen zur Bewahrung des kulturellen Erbes verstößt, sondern auch, dass es sich um oftmals unbekannte Persönlichkeiten aus der Vergangenheit der Regierungspartei SWAPO handele, deren überparteiliche, landesweite Bedeutung fraglich ist.

### Sprachsituation heute

#### Verbreitung als Muttersprache

Verteilung von Deutsch als Muttersprache in Namibia (2011)
0,0–0,4 %
1,3–2,8 %

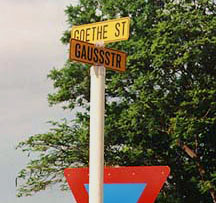
Deutsches (Gaussstraße) und englisches Straßenschild (Goethe Street) an einer Kreuzung in Grootfontein. Letztere wurde mittlerweile nach Sam Nujoma umbenannt.

Deutsch als Mutter- bzw. Hauptsprache wird von insgesamt etwa 20.000 Personen in 4359 Haushalten gesprochen. Insgesamt sprechen folglich 0,9 % aller Haushalte in Namibia Deutsch als Muttersprache. Am weitesten verbreitet ist Deutsch als Muttersprache in den Regionen
- Erongo: 2,8 % aller Haushalte
- Khomas: 2,6 % aller Haushalte
- Otjozondjupa 1,3 % aller Haushalte

In allen anderen Regionen wird Deutsch in jeweils höchstens 0,4 % aller Haushalte als Muttersprache gesprochen.

#### Alltag

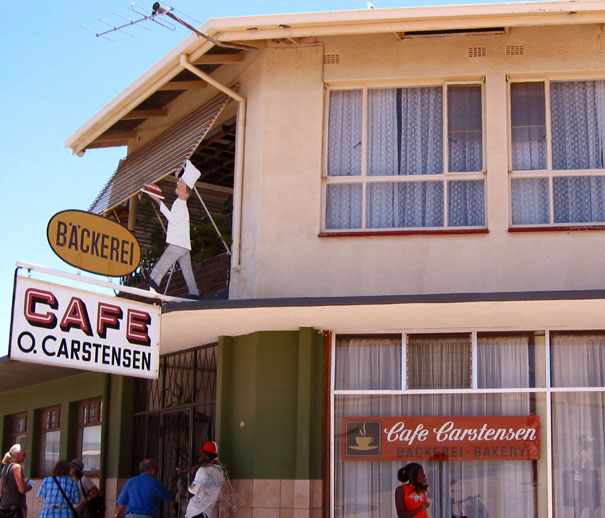
Die Bäckerei Carstensen in Otjiwarongo: Nur eines von vielen Beispielen für die deutsche Sprache im namibischen Alltag.

Etwa 20.000 Namibier sprechen Deutsch als Muttersprache, und mehrere zehntausend Menschen in Namibia, zumeist englisch- oder afrikaanssprechende Weiße oder wohlhabendere Schwarze, sprechen Deutsch als Fremdsprache. Neben dem Unterricht der deutschen Sprache an vielen namibischen Schulen gibt es im Land außerdem zahlreiche deutschsprachige Medien (siehe auch unter „Bildungssystem in Namibia“). Zwar wird Deutsch unter der breiten Mehrheit der schwarzafrikanischen Bevölkerung kaum gesprochen, doch verfügen Teile der Beamten im öffentlichen Dienst und vor allem Angestellte im Tourismussektor über ausreichende bis gute Deutschkenntnisse. Eine Ausnahme bilden hier die schwarzen SWAPO-Waisenkinder, die in der DDR aufwuchsen und heute auch im namibischen Alltag untereinander die deutsche Sprache nutzen. Auch zahlreiche Geschäftsauslagen, Webseiten, Speisekarten, Werbeschilder, Firmen- und Geschäftsnamen sind auf Deutsch.
Im Gegensatz dazu findet man auch Stadtteile, Einrichtungen und Orte, in denen die deutsche Sprache kaum zu finden ist. Hierbei handelt es sich vorwiegend um Gegenden mit geringem Anteil einer weißen Bevölkerung, vor allem im Norden des Landes, aber auch in einigen Stadtteilen Windhoeks.
Wie die Schulen haben auch Kirchen, evangelische wie katholische, eine spracherhaltende Funktion, ebenso die „Arbeitsgemeinschaft Deutscher Schulvereine“ (AGDS). Die Arbeitsgemeinschaft vergibt zusammen mit dem „Deutschen Kulturrat“ (DKR) Stipendien an das Lehramtsreferendariat absolvierende Deutschlehrer und Deutschlehrerinnen.

#### Kultur

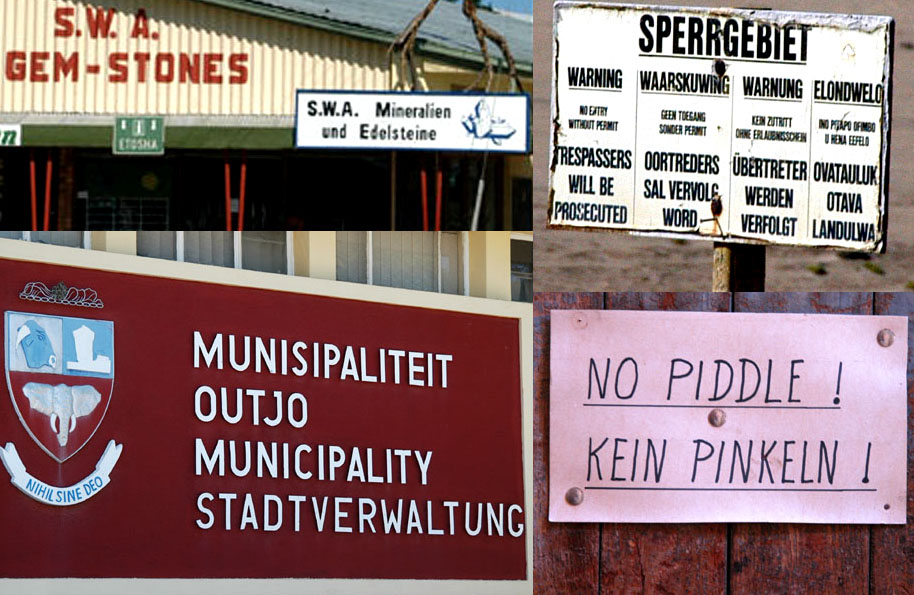
Beispiele mehrsprachiger Beschilderungen in Namibia

Deutsch wird verwendet als Medium in vielen kulturellen Bereichen:
- Kirchen (insbesondere in der Evangelisch-Lutherischen Kirche in Namibia (DELK))
- Schulen (z. B. in der Deutschen Höheren Privatschule Windhoek)
- Literatur (von deutschsprachigen Autoren aus Namibia, z. B. Giselher W. Hoffmann)
- Presse und Rundfunk (z. B. Allgemeine Zeitung, Hitradio Namibia, NBC Funkhaus Namibia)
- Musik (z. B. Musiker EES)
- Onlinemedien (als Standarddeutsch oder Namdeutsch in Sozialen Medien, Foren und Onlinezeitungen)[25]

#### Schilder

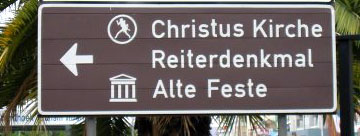
Beispiel für deutsche Bezeichnungen und Straßenschilder in Windhoek

Deutsch stellt im heutigen Namibia, wie Afrikaans, Englisch und die afrikanischen Sprachen, immer mehr eine Art Nischensprache dar. Bestimmte Bereiche des Lebens werden von unterschiedlichen Sprachen geprägt. So sind öffentliche Hinweisschilder zum Großteil auf Englisch, ein kleinerer Teil auf Afrikaans, wobei auch zahlreiche mehrsprachige Schilder existieren, auf denen zumeist Englisch und Afrikaans zu lesen ist, oft aber auch Deutsch. Meist orientiert man sich hier an historischen Zusammenhängen (Denkmäler und historische Gebäude aus deutscher Kolonialzeit) oder an der „Zielgruppe“ der Schilder, wie Touristen (Straßenhinweis auf die „Warmen Quellen Warmbads“, „Naturreservat Naukluft“ etc.). Oft handelt es sich aber auch einfach um Schilder aus der Zeit vor 1990, als Afrikaans und Deutsch noch Amtssprachen waren, oder man findet restaurierte oder nachgemachte Schilder aus der deutschen Kolonialzeit, was für den überwiegenden Teil der Straßennamenschildchen in Namibia zutrifft. Zumeist liest man hier Namen mit Bezug auf das Deutsche Kaiserreich, wie z. B. Lüderitzstraße, Kaiserstraße oder Bismarckstraße. Besonders in den größeren Städten wie Windhoek, Swakopmund, Keetmanshoop, Grootfontein oder Lüderitz war ein großer Teil der Straßennamen deutsch. Seit der Unabhängigkeit Namibias wurden jedoch zahlreiche Straßen mit Namen aus der deutschen Kolonialzeit nach SWAPO-Parteimitgliedern bzw. anderen Bezügen auf die Unabhängigkeit umbenannt. So heißt z. B. die ehemalige „Mittelstr.“ in Swakopmund nun „Tobias Hainyeko St“, die ehemalige „Goethe St“ in Grootfontein „Sam Nujoma St“ und die ehemalige „Kaiserstraße“ in Windhuk „Independence Avenue“. Viele Straßenbezeichnungen enden mit „Str.“, was absichtlich eine Interpretation dieser Abkürzung als Street (engl.), Straße oder Straat (afrikaans) offenlässt.

#### Ortsnamen

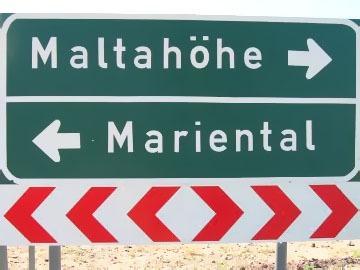
Besonders im Süden des Landes sind deutsche Ortsnamen typisch

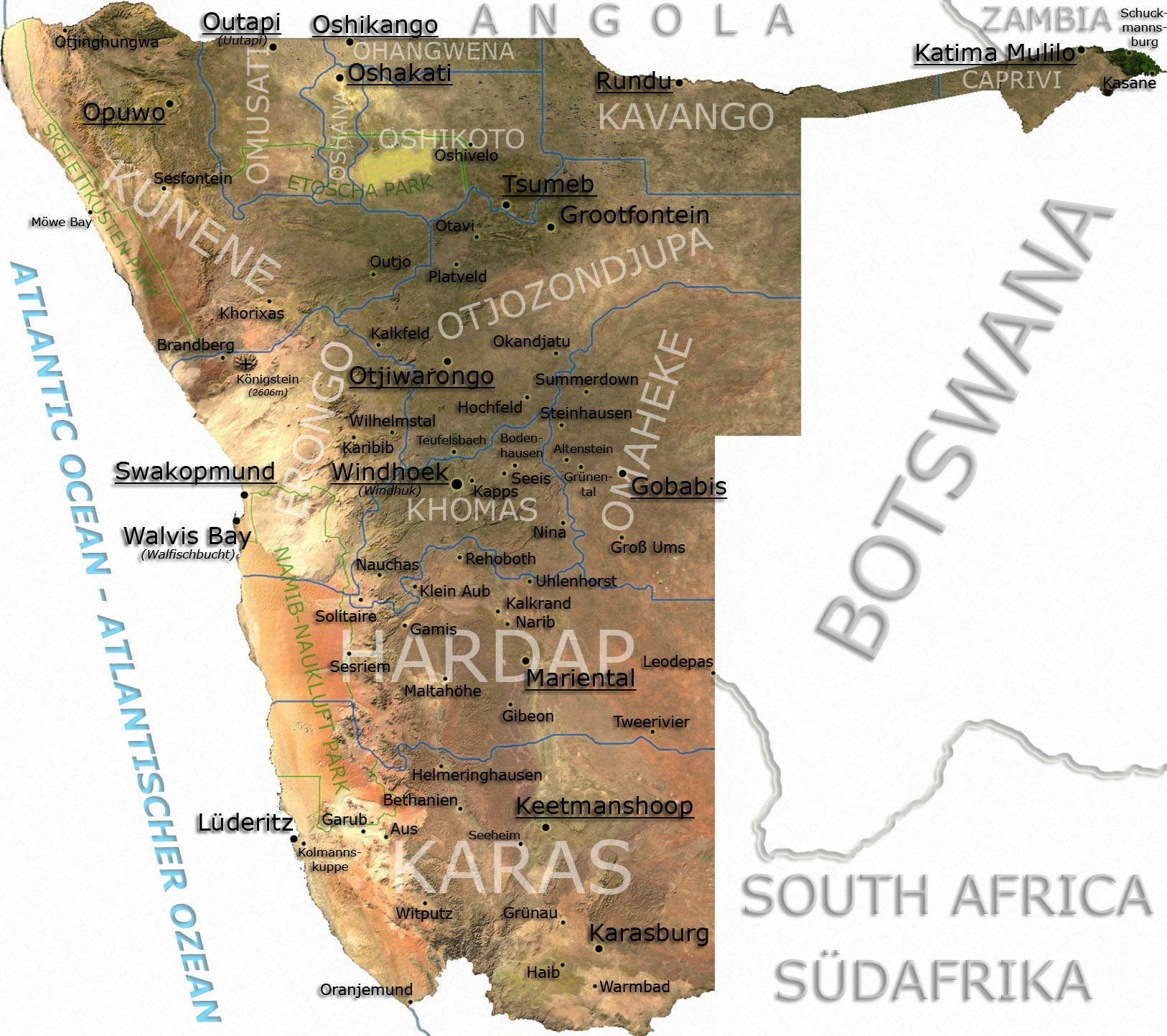
Wie auf dieser Karte zu sehen ist, sind Ortsnamen deutschen und afrikaansen Ursprungs weit verbreitet in Namibia.

Anders als andere Gebiete mit zahlreichen deutschen Immigranten und demnach ehemals verbreiteten deutschen Orts- und Landschaftsbezeichnungen, wie z. B. Südaustralien, Südbrasilien oder Nordamerika, erfuhr Namibia nach den Weltkriegen nie eine Umbenennungswelle, um die unerwünschten deutschen Namen aus dem Alltag zu drängen. So trägt ein großer Teil aller namibischen Ortschaften – mit Ausnahme des hohen Nordens – heute noch deutsche Namen. Vor allem im Süden des Landes (Regionen Hardap und ǁKaras) sind etwa 80 % aller Orts- und Landschaftsnamen deutsch oder eine Mischung aus Deutsch und Afrikaans oder Englisch, wie z. B. „Keetmanshoop“ (nach dem deutschen Industriellen Johann Keetman und dem afrikaansen Wort für „Hoffnung“, Hoop).

#### Prinzip der Mehrsprachigkeit
In vielen der namibischen Städte und Dörfer spielt sich das öffentliche Leben mehrsprachig ab. Hierbei kommt zur landesweiten Amtssprache Englisch unter anderem Afrikaans, Deutsch oder auch zum Beispiel Ovambo. Landesweit verteilt, aber besonders im Süden des Landes, bedient man sich der drei erstgenannten Sprachen. Öffentliche Beschilderungen sind hier meistens auf Englisch und Deutsch, seltener auch auf Afrikaans. Kommerzielle Ausschilderungen sind beliebig gehalten und meistens auf Englisch und in der Muttersprache des Ladeninhabers, wobei die Kombination Deutsch mit Englisch äußerst häufig ist. Dies rührt nicht nur daher, dass die deutschen Muttersprachler einen bedeutenden Wirtschaftsfaktor in Namibia darstellen, sondern dient auch dem Zweck, die zahlreichen deutschsprachigen Touristen auf sich aufmerksam zu machen.

#### Deutschsprachige Medien

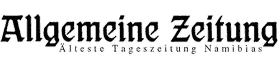
Die Allgemeine Zeitung, einzige deutschsprachige Tageszeitung Afrikas, eine der größten Zeitungen Namibias

Wichtigste Publikation ist die seit 1916 täglich erscheinende Allgemeine Zeitung in Windhoek. Sie ist nicht nur die älteste Zeitung des südwestafrikanischen Staates, sondern auch die einzige deutschsprachige Zeitung Afrikas. Leser sind hauptsächlich die rund 22.000 Deutschnamibier und weitere deutschsprachige im In- und Ausland. Einmal pro Monat enthält die Allgemeine Zeitung eine Tourismusbeilage. Eine Zeitung, die unter anderem Artikel auf Deutsch enthält, ist die Namib Times in Walvis Bay.
Deutschsprachige Radiovollprogramme bieten die öffentlich-rechtliche Namibian Broadcasting Corporation und das private Hitradio Namibia. Von der Namibian Broadcasting Corporation kommt auch eine wöchentliche deutschsprachige Nachrichtensendung im Fernsehen.

## Allgemeine Linguistik
Die deutsche Sprache in Namibia zeichnet sich durch eine gewisse Vereinfachung und die Übernahme vieler Wörter u. a. aus dem Afrikaans, dem Englischen und den Bantu-Sprachen aus.
Diese Sprache wurde (2013/14) mittels eines gemeinsam von der Universität Potsdam und der Universität Namibias getragenen Forschungsprojekts untersucht.
Das Variantenwörterbuch des Deutschen verzeichnet ab seiner 2. Auflage 2016 „Namibismen“, d. h. spezifisch namibische Eigenheiten des Standarddeutschen.

### Einige typisch namibisch-deutsche Wörter
abkommen (v.)
1. Wasser führen (von Rivieren). 2. (Wetter, Wind, Luftzug, Sturm etc.) aufkommen, aufziehen.
Alte (w.)
(NICHT abfällig) 1. (altersunabhängig) (feste) Freundin; Lebensgefährtin. 2. Mädchen. 3. Frau.
Alter (m.)
(NICHT abfällig) 1. (meistens) Ehemann. 2. (altersunabhängig) fester Freund.
anbellen (v.)
(Afrikaans om te bel und Niederländisch opbellen oder bellen) (per Telefon) anrufen.
anders (adj.)
Komisch, seltsam. Das is aber 'ne andere Story [ʃtɔri:]: Das ist ja eine seltsame Geschichte.
aussortieren (v.)
(Englisch to sort sth. out) Etwas besprechen.
Baas (m.)
1. Herr, Chef, Boss. 2. Landwirt einer Farm. 3. Redeweise Sein Baas: der Beste, (jmd.) kennt sich aus. Der morscht* so viel NamDollars. Der is moets (= wahrscheinlich, möglicherweise, bestimmt) Geld sein Baas!
Bakkie (m.)
(afrikaans) Geländewagen mit Ladefläche (Pick Up), Pritschenwagen.
bedonnert (adj.)
(afrikaans bedonderd/bedonnerd) erbost, verärgert; verrückt.
besser auch (Redew.)
(afrikaans beter ook) 1. Es wäre besser, wenn …, zu empfehlen, notwendig. 2. Redew. … du besser auch: mach das ja so und nicht anders, sonst … 3. (Drohung). Wer trifft wen? Besser? (Wortspiel; Buchtitel von Marga Vaatz, Windhoek, 1989.)
biekie oder bikkie (adv.)
(afrikaans bietjie) Ein wenig, ein bisschen, etwas.
bleddy (adv.)
(englisch bloody) Verflucht, beschissen, Scheiß-.
Bokkie (s.)
(afrikaans) Allgemeine Bezeichnung für Ziegen und Schafe.
Braai [braɪ] (m.)
(afrikaans) 1. das Grillen, Barbecue. 2. Redewendung Braai oder (afrikaans braaivleis) Braaifleisch: Grillfleisch, Gegrilltes. 3. Bratrost, Grill.
braain [braɪn] (v.)
(afrikaans braai) Grillen; rösten, braten.
Brack (m.)
(norddeutsch, afrikaans brak) Hund; abwertend Köter, Töle.
Buschveld oder Buschfeld (s.)
(afrikaans bosveld) Busch; Savanne.
Damm (m.)
(englisch) Talsperre, Wasserreservoir, Stausee.
Dämpers (subst. pl.)
(afrikaans (skok)dempers) Stoßdämpfer.
Deutschländer oder Jerry, Gerry (m.)
Deutscher (aus Deutschland).
Donga (w.)
Tiefer Schlot natürlichen Ursprungs.
Drankwinkel (m.)
(afrikaans) Spirituosengeschäft, Getränkeshop.
eingeben (v.)
(wahrscheinlich beeinflusst durch englisch to hand in) etwas (vor allem Prüfungen, Aufsätze) abgeben, einhändigen; (manchmal) (Anträge) einreichen.
erinnern (v.)
(nicht reflexiv, Anglizismus) Redew. Ich erinner, du erinnerst, er, sie, es erinnert etc.: Ich erinnere mich, du erinnerst dich, er, sie, es erinnert sich etc. Erinnerste noch? – Die guten alten Zeiten! – Ich erinner noch, wie wir von Swakop aus bei Sonnenschein zur Beach (= zum Strand) gingen und bei trübem Wetter raus in die Dünen der Namib fuhren. (s. wundern.)
fangen (v.)
(englisch to catch) Ertappen, erwischen. Ich schlich mich ins Haus und wurde doch von meiner Frau gefangen.
festkehren [fɛstkɛ:ʀn] (v.)
(afrikaans vaskeer) 1. In die Enge treiben, aufhalten, zusammentreiben. 2. Stoppen, verhindern.
fischen (v.)
(englisch to go fishing) Redewendung Fischen gehen: angeln.
Futsek! [futsɛk] (interj.)
(afrikaans „voertsek“) (Ausruf) Verschwinde!, Hau ab!, Verzieh dich!, Geh zur Hölle!
(Synäretisch eigentlich aus Voort sê ek! = „Fort, sag ich!“.)
gehen (v.)
(afrikaans gaan) (Dient zur Bildung des Futurs) Werden. Ich geh morgen meinen Storch* wiedersehen.
händeln (v.)
(englisch to handle) 1. Hantieren; zurechtkommen; kompetent sein. 2. Redew. Nicht händeln: nicht vertragen können.
Heck (s.)
(norddeutsch, afrikaans hek) Tor, Farmtor; Gatter.
Ist das? oder Isses?
(afrikaans Is dit?) Stimmt’s?
jobben [dʒɔp(ə)n, dʒɔb(ə)n] (v.)
1. Funktionieren, klappen. 2. (englisch „to do a job“) Arbeiten, einer Beschäftigung nachgehen. – Redewendung Overtime jobben: Überstunden schieben.
Junge (m.)
(englisch boy) (altersunabhängig) Farmarbeiter.
Kack (m.)
(afrikaans ek vang ’n kak/kak!) Redew. Einen Kack fangen: sich ärgern, die Nase voll haben, keine Lust haben, sich langweilen, überdrüssig sein.
kalben (v.)
kaputtgehen, den Geist aufgeben.
Kamp (s.)
(englisch) 1. Lager. 2. Eingezäuntes Weideland.
Klippe (w.)
(afrikaans klip) 1. Stein. 2. Felsen; Gestein.
Kombi (m.)
Kleinbus.
(Das im deutschsprachigen Europa umgangssprachlich „Kombi“ genannte Fahrzeug nennt man in Namibia Stationwagon.)
kriegen (v.)
1. Redewendung Kalt kriegen: frieren. 2. Redewendung Warm kriegen: (Person) jmd. ist warm; (Tier, Gerät) (sich) überhitzen. Ich krieg warm: Mir ist warm. 3. Redewendung Schwer kriegen: abmühen, sich plagen. 4. Redewendung Seer kriegen: Schmerzen erleiden. 5. Redewendung Lekker* kriegen: Spaß machen, gut gehen. 6. Redewendung Jammer kriegen: leid tun.
lekker oder lecker (adv.)
(afrikaans) 1. Schmackhaft, gut, schön (nicht nur auf den Geschmack bezogen), amüsant. 2. Redew. Lekker schlafen: eine gute Nacht wünschen; gut, angenehm schlafen. – Redew. Lekker slaap!: Schlaf gut!, gute Nacht! 3. Redew. Lekker Pad!: gute Fahrt!
Lokasie (w.)
(afrikaans lokasie, englisch location) generelle Bezeichnung für Kleinstdörfer oder abgelegene Stadtteile der Einheimischen. Siehe auch Werft*.
Lorrie (w.)
(englisch lorry) Lastwagen.
mall (adj.)
(norddt., afrikaans mal) Verrückt, verärgert, böse.
Manga (s.)
(portugiesisch mangueira „großes Gehege für Rinder“) Eine Gerätschaft, in die man ein Rind einklemmt. Diese ermöglicht dem Farmer, (meist) medizinische Behandlungen durchzuführen, ohne dass sich das Rind dabei wehren und somit vielleicht verletzen kann.
(Dieser Lusitanismus drang mit den portugiesischsprachigen Einwanderern aus Angola und Mosambik in den „namibischen“ Gesamtwortschatz. Es gehört zu den „namibischen“ Sprachuniversalien aller in Namibia gesprochenen Sprachen.)
Morro-tse! (interj.)
(afrikaans môre „Morgen“, nama tse „gut“) Guten Morgen!
mors (adv.)
(afrikaans) adverbiale Redewendung In mors: kaputt.
morschen (v.)
(afrikaans mors) Verschwenden; quälen, misshandeln.
Naafi oder Nafi (m. und w.)
(englisch abgekürzt für no ambition and fuck all interest) Person, die keinen Ehrgeiz und keinerlei Interesse für irgendetwas entwickelt.
net oder nett [nɛt] (adv.)
(afrikaans) Nur.
nochall (konj.)
(afrikaans nog al) Nämlich, aber.
Nüffel (m. und w.)
Kind, junges Schulkind (siehe Stift.).
Oukie [œŭki:, ɔŭki:] (m.)
(afrikaans outjie) 1. Junge; Typ, Kerl. 2. Häufig in kollektiven Sinnzusammenhängen für z. B. die Namibier, die Deutschen, die Farmer.
Pad (w.)
(afrikaans) 1. Pfad, Weg, Straße; Schotterstraße, Piste. 2. (afrikaans op pad) Redew. Auf Pad: auf dem Weg; unterwegs. 3. Fig. Thema. Sich von der Pad abkommen lassen.
Pip (w.)
(norddeutsch) Pfeife.
Pontok oder Pondok (m.)
(südafrikanisch) Traditionelles Wohnhaus der Einheimischen.
posten (v.)
(niederländisch posten, afrikaans pos und englisch to post) Ein Poststück abschicken.
Povian (m.)
1. Pavian. 2. Hundsaffe. 3. (Fig.) Einfältige Person; jmd., der nachäfft.
Ramme (m.)
Widder, ein männliches Zuchttier der Schafe.
(Im Standarddeutschen Ramm, Rammel, Rammer „Schafbock“.)
Regenzeit (w.)
1. Regnerische Periode während des Sommers. 2. meton. Sommer. (s. Trockenzeit.)
Rivier (s.)
(afrikaans) Flusslauf, der zeitweilig auf dem Trockenen liegt; Trockenfluss.
Robot (m.)
(englisch) Verkehrsampel.
rollen (v.)
(englisch to roll over) (Fahrzeug) Sich überschlagen. An dem Ort der Crashs (= an der Unfallstelle) sah man viele Autos, die gerollt waren (= sich überschlagen hatten).
Sterbe (w.)
Ausdruck für eine südafrikanische Pferdekrankheit.
stief [ʃti:f] (adv.)
(norddeutsch, afrikaans) 1. Sehr. – (Emotionale Bewegung aus einem Inneren, von der Tiefe in die Höhe bezeichnend; ein Vorgehen von innen her gelegen) er-, ur-. Stiefgemütlich: urgemütlich, „sehr“ gemütlich. 2. Viel, haufenweise. 3. Schön, hübsch.
Stift [ʃtɪft] (m.)
(deutsch Stift „Halbwüchsiger; Lehrling“) Jüngeres Kind; kleiner Kerl.
Storch [ʃtɔrç] (m.)
1. Junges Mädchen. 2. (Feste) Freundin.
Trockenzeit oder Kalte Zeit (w.)
Winter. (s. Regenzeit, 2.)
Tüffie (m.)
(früher allgemein gebräuchlicher südafrikanischer militärischer Ausdruck Tiffie) 1. veraltend Techniker, Experte, Soldat oder Offizier mit technischer oder spezialisierter Ausbildung. – Aspro-Tüffie: Arzt. – Tampax-Tüffie: Sanitäter. – Küchen-Tüffie: Koch. 2. (heute allgemein) Mechaniker.
Uitlander [œĭtlandər] (m.)
(afrikaans) Ausländer, nicht Bure.
Varsity (w.)
(englisch für university) Uni.
Veld (s.)
(afrikaans) Buschland, Weideland; Flur, Busch.
(Nicht „Feld“ im deutschen Sinne, sondern das unbebaute, offene Land, also die Flur.)
Vlei oder (hapax) Vley [flɛĭ] (w.)
(afrikaans) geographisch 1. Bodensenke, Pfanne (besonders Salz-Ton-Pfanne). 2. Seichte Vertiefung, die sich manchmal mit Wasser füllt; Trockenteich.
(Besonders in geographischen Eigennamen: Sossusvlei, Dead Vlei, Hiddenvlei. Zur hapaxen Abwandlung Vley, siehe „Roiland der Wanderer“ (1950) von Adolf Kaempffer.)
warm (adj.)
1. Heiß. 2. Verärgert, erbost. 3. Sexy. 4. (Fahrzeug) Frisiert; sehr schnell.
Wellblech (s.)
1. Gewellte Straßenoberfläche. 2. Gewelltes, verzinktes Blech.
Werft (w.)
(norddeutsch; afrikaans werf „Grundstück, Höfe oder Hofstelle“) 1. veraltet Von Palisaden oder Schutzwällen umgebenen Wohnstätten der indigenen Bevölkerung in Deutsch-Südwestafrika. 2. (analog zu 1.) veraltend Wohnplatz der einheimischen Farmarbeiter im südwestafrikanischen Mandatsgebiet der Südafrikanischen Union. 3. (erweiternd zu 2.) Siedlung, meist der Farmarbeiter im heutigen Namibia. Siehe auch Lokasie*.
Winkel (m.)
(afrikaans) Kleiner Laden.
wundern (v.)
(nicht reflexiv, Anglizismus bzw. afrikaans ek wonder „ich wüsste gern, ob“) Redew. Ich wunder, du wunderst, er, sie, es wundert etc.: 1. Ich frage mich, du fragst dich, er, sie, es fragt sich etc. Ich wunder, was wohl heute auf dem TV spielt: Ich frage mich, was heute wohl im Fernsehen läuft. (s. erinnern.) 2. Sich fragen, sich nicht sicher sein, sich seiner Sache unsicher sein. Ich wunder, ob der Oukie* weiß, was er da mit seinem Storch* macht!?!
wüst (adv.)
(intensivierendes Beiwort) Sehr, äußerst; heftig, maßlos.
(Im Hochdeutschen hat es eher die Bedeutung von „wild, verschwenderisch“.)
zu (adv.)
(deutsch oder beeinflusst durch afrikaans toe „dumm“) 1. Dumm, blöd. Wie kann man nur so zu sein? 2. Verbohrt, schüchtern, unbeholfen. Sie wusste nicht, was sie tun sollte; zu stand sie da, den Tränen der Verzweiflung nah. – Die weiteren adjektivischen Bedeutungen sind gemeindeutsch: 3. Besoffen. Er kam total zu nach Hause. 4. (Nase) Verstopft. Er spricht mit einer zuen Nase.
zünden (v.)
Verstehen, begreifen; kapieren.

### Trivialliteratur
- Eric Sell: Esisallesoreidt, Nam Släng – Deutsch, Deutsch – NAM Släng. EeS Records, Windhoek Namibia, 2009, ISBN 978-99945-68.
- Eric Sell: Esisallesoreidt, Nam Släng – Deutsch, Deutsch – NAM Släng. Voljum 2 (Bikkie Apgräidet) EES Records, 2011, ISBN 978-99945-72-00-7.